# Trigger (Physik)
Ein Trigger ist in der Physik ein System, das die Datensammlung eines Experiments kontrolliert. Oft ist es bei Experimenten nicht möglich oder nicht wichtig, kontinuierlich alle Messwerte aufzuzeichnen. In diesem Fall wird nur ein Teil der Messwerte ausgelesen und anhand dessen wird entschieden, wann die restlichen Daten auch ausgelesen werden sollen. Trigger sind vor allem in der Teilchenphysik wichtig.
Beispielsweise finden in den Experimenten im Large Hadron Collider bis zu 40 Millionen Mal pro Sekunde Teilchenkollisionen statt – diese alle zu analysieren würde die verfügbaren Speicher- und Rechenkapazitäten bei Weitem überschreiten. Daher müssen aus diesen Kollisionen einige hundert bis wenige tausend pro Sekunde (je nach Experiment) ausgewählt werden, die vollständig analysiert und gespeichert werden. Dies ist möglich, da viele interessante Prozesse wie die Produktion von Higgs-Bosonen seltener als einmal pro Sekunde passieren. Das Triggersystem steht also vor der Aufgabe, aus der Vielzahl der Kollisionen genau die herauszusuchen, die für die Experimente wichtig sind.